# Rose Standish Nichols
Rose Standish Nichols (1872–1960) fue una arquitecta de paisaje estadounidense nacida en Boston, Massachusetts. Nichols trabajó para cerca de 70 clientes en los Estados Unidos. Algunos de sus colaboradores incluyen a David Adler, Mac Griswold, Howard Van Doren Shaw, entre otros. También escribió artículos sobre jardines para reconocidas revistas como House Beautiful y House & Garden, y publicó tres libros sobre jardines europeos.

## Biografía
Nichols fue la hija de Arthur H. Nichols y Elizabeth Fisher Homer Nichols, y nieta de Augustus Saint-Gaudens. Sus hermanas incluyen a Margaret Homer A. Shurcliff (casada con Arthur Shurcliff) y Marian Clarke Nichols. Rose Nichols vivió la mayor parte de su vida en la Calle Vernon 55 Mt. en el vecindario de Beacon Hill, Boston.
Entrenó junto a Charles A. Platt, Inigo Trigs; Constant-Désiré Despradelle en el Instituto Tecnológico de Massachusetts; con Benjamin Watson en el Instituto Bussey; y en la École des Beaux-Arts. También viajó por Europa, visitando parques y jardines y aprendiendo de su construcción. Cerca de 1921 Nichols hizo parte del comité de la Sociedad Americana de Arquitectos del Paisaje.
Adicionalmente a su trabajo como arquitecta, Nichols fue activista por la paz. Estableció un grupo de discusión, La Liga de las Pequeñas Naciones; con participantes como Mabel Harlakenden Hall Churchill (esposa del novelista Winston Churchill) y Edith Bolling Galt Wilson. También viajó a Europa para asistir a conferencias relacionadas con la paz mundial. Ayudó a fundar La Liga de Mujeres por la Paz y la Libertad.
Retratos de Nichols han sido hechos por Taylor Greer y Margarita Smyth.

## Jardines y parques
Rose Standish Nichols trabajó en parques y jardines para aproximadamente 70 clientes. Destacan los siguientes trabajos:
- Galería y Museo Cornish Colony, Cornish, New Hampshire - 1896.[8]
- House of Four Winds, Lake Forest, Illinois.
- Haven Wood, estado de Edward Ryerson, Lake Forest, Illinois.
- Grey Towers National Historic Site, casa de Gifford Pinchot y Cornelia Bryce Pinchot, Milford, Pennsylvania.
- Casa de Lloyd R. Smith, Milwaukee, Wisconsin.